# Arte di fine XVIII dinastia: da Smenkhara a Horemheb
Il periodo finale della XVIII dinastia, dal regno di Smenkhara al regno di Horemheb, dal 1333 a.C. circa al 1291 a.C., si colloca tra la morte di Akhenaton e l'inizio della XIX dinastia (Ramesside) e si presenta come un periodo di transizione tra la riforma religiosa atoniana e il ritorno alla tradizione.
Questa fase storico-artistica si caratterizza per la nascita di un nuovo stile, che fonde aspetti artistici e culturali di matrice tradizionale con innovazioni formali e concettuali elaborate durante il breve periodo dell'eresia amarniana.
I faraoni che si succedono in questa parentesi storico-artistica sono: Smenkhara, Tutankhamon, Ay, Horemheb.

## Architettura

### Architettura funeraria reale

Mappa della tomba di Tutankhamon

Del sovrano Smenkhara ci sono giunte scarse testimonianze e praticamente nulla riguardo alla sepoltura e al tempio funerario. Il faraone, salito al trono come correggente di Akhenaton e morto poco dopo di questo, mantenne la corte ad Akhetaten ed è probabile che la sua sepoltura si trovasse nelle vicinanze delle necropoli amarniane, anche se ad oggi non ne risultano testimonianze.
Il successore Tutankhamon, salito al trono ad Akhetaten con il nome di Tutankhaton, trasferì in breve tempo la corte e la propria residenza a Menfi, antica capitale dell'Egitto, riallacciando nello stesso tempo i rapporti con Tebe e la cerchia dei sacerdoti di Amon a Karnak. La scelta di trasferirsi a Menfi deve essere letta, probabilmente, come un allontanamento dalla riforma amarniana e un avvicinamento ai culti tradizionali, mantenendo nello stesso tempo un'autonomia dall'influenza dei sacerdoti di Amon a Karnak.
Tutankhamon, morto prematuramente, venne sepolto nella Valle dei Re, in una modestissima e ridottissima tomba appartenuta al visir e successore al trono Ay.

Del successore Ay si conosce una prima tomba, eseguita durante il periodo amarniano, situata presso Akhetaten e la sua definitiva sepoltura, KV23, nella Valle Ovest presso la Valle dei Re, forse inizialmente destinata per il predecessore Tutankhamon.
Anche dell'ultimo faraone della XVIII dinastia si conoscono due sepolture.
La prima, eseguita durante il soggiorno della corte a Menfi, posta nella Necropoli dei Funzionari di Saqqara, presso la piramide di Djoser e a sud della rampa d'accesso della piramide di Unis; la seconda, dopo la salita al trono, posta nella Valle dei Re.

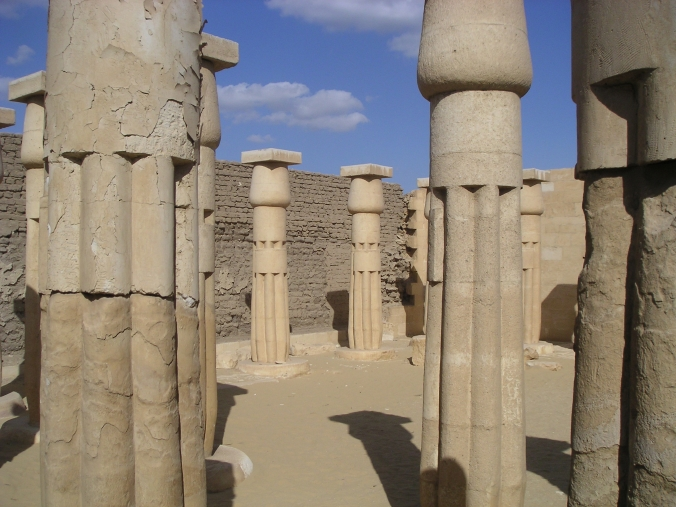
Colonne papiriformi del primo cortile della sepoltura menfita di Horemheb

Il complesso menfita, non rupestre come da tradizione ma con sovrastruttura in muratura e pozzo e camera sepolcrale scavati nel terreno, viene eretto in una zona già edificata durante le prime dinastie. Da precedenti mastabe e dal complesso di Djoser vengono estratti i materiali, soprattutto mattoni crudi, per l'edificazione del nuovo complesso. La tomba subisce vari ampliamenti, fino a raggiungere una lunghezza di 49,5 m, rimanendo incompiuta.
Il complesso presenta un pilone d'ingresso, alto 7 metri, che immette su un primo cortile lastricato e circondato da 2 file di colonne papiriformi alte 3 metri. Successivamente si giunge ad un ambiente quadrangolare, detto “sala delle statue”, affiancato da due piccole sale adibite a magazzino. Oltre si accede al secondo cortile, di dimensioni modeste, circondato da colonne papiriformi. All'estremità occidentale del cortile si trova la stanza adibita al culto funerario di Horemheb, affiancata da due cappelle. In origine il tetto della sala adibita al culto del defunto era sormontato da una piramide in mattoni con pyramidion in pietra (oggi scomparso).
Il pozzo e la camera sepolcrale erano posti sotto la superficie del suolo, raggiungendo i 28 metri di profondità.
Il complesso menfita ospitò i corpi della prima e della seconda moglie di Horemheb, il quale invece preferì,una volta salito al trono, farsi scavare una tomba nella Valle dei Re.
La tomba tebana di Horemheb, KV57, di dimensioni notevoli,si discosta dalle sepolture precedenti per l'abbandono del percorso “a gomito” a favore di una disposizione lineare degli ambienti.

### Architettura funeraria privata
Le nostre conoscenze dell'architettura funeraria di committenza privata, ci giungono dalla necropoli di Saqqara (luogo della già citata tomba di Horemheb).
La sepoltura meglio conservata è quella appartenuta a Maya, “Soprintendente del Tesoro” sotto Tutankhamon, Ay e Horemheb e “Sommo Soprintendente ai Lavori nel Luogo per l'Eternità” sotto Horemheb.
Il complesso funerario è orientato con asse est-ovest ed è costituito da un ingresso a pilone, un primo cortile lastricato e colonnato, una “sala delle statue”, un secondo cortile colonnato, una sala di culto e due cappelle laterali, un pozzo e due camere sepolcrali (una per sé e una per la moglie Merit) scavate sotto la superficie.

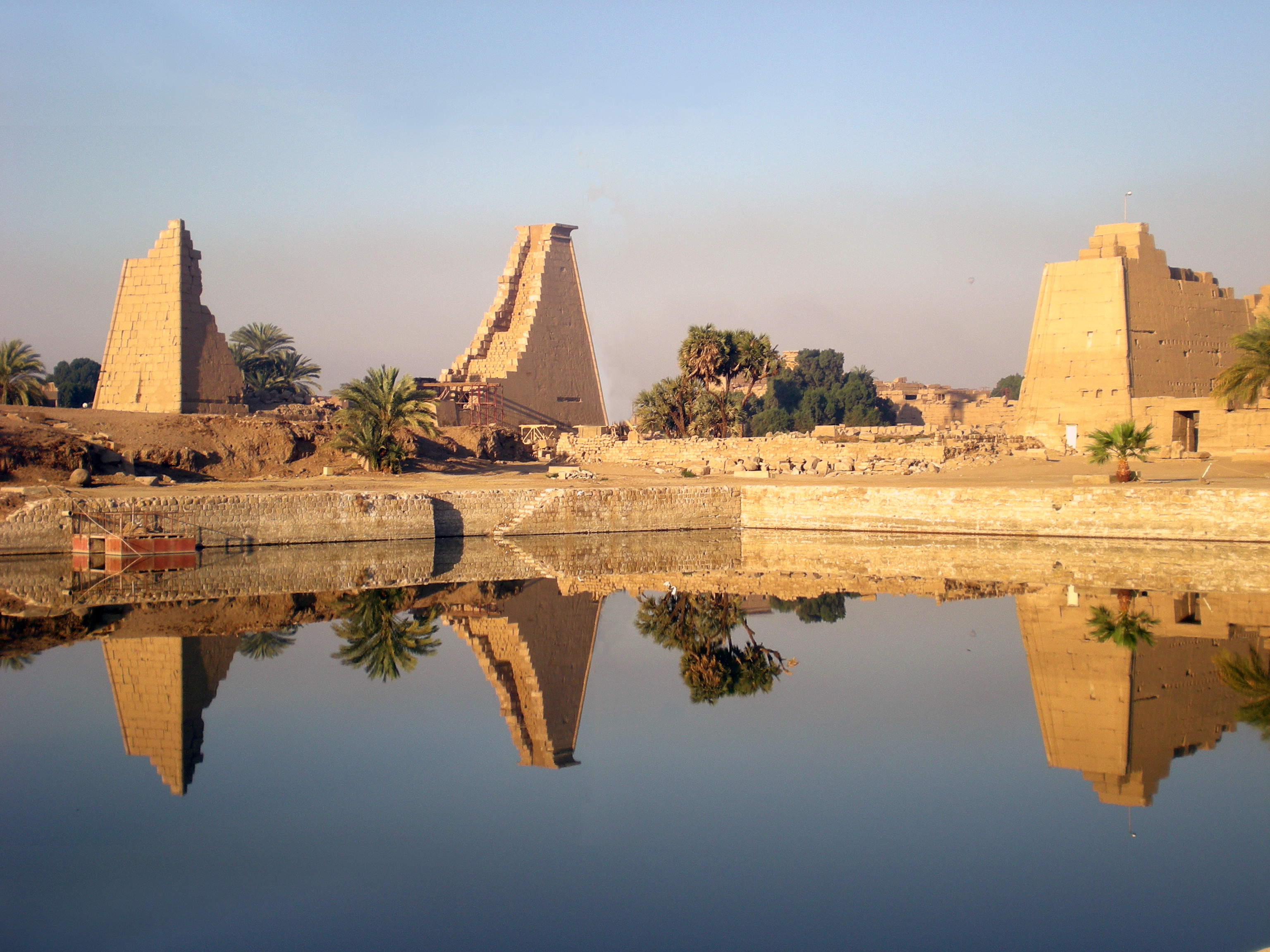
Karnak, IX pilone eretto da Horemheb

### Architettura religiosa
Per quanto riguarda l'architettura religiosa, le testimonianze sono molte scarse.
Si conoscono alcuni interventi effettuati da Tutankhamon nel tempio di Karnak, successivamente usurpati da Ramses II, e l'erezione del IX e X pilone di Karnak da parte di Horemheb.
Alcuni studiosi ritengono che Horemheb abbia dato inizio alla realizzazione della Grande sala ipostila di Karnak, poi portata avanti da Sethi I e terminata da Ramses II.

## Scultura
Il ritorno ai culti tradizionali, portò un notevole slancio al restauro e al ripristino delle immagini delle divinità danneggiate durante il periodo amarniano. Gli scultori continuarono tuttavia la produzione di opere seguendo i canoni elaborati durante il periodo finale amarniano, ovvero dopo l'abbandono delle forme sgraziate, fortemente caricaturate, a favore di uno stile caratterizzato da maggior verismo e naturalismo delle forme (come testimoniato dalle sculture rinvenute nella tomba di Tutankhamon).
Diviene frequente l'usurpazione di opere eseguite per sovrani precedenti. Questa usanza è largamente testimoniata dalle numerose sculture di Horemheb, in principio appartenute a sovrani precedenti, o come mostrato dai reperti ritrovati nella tomba di Tutankhamon, molti appartenuti ad Akhenaton e Smenkhara. Questa prassi rende piuttosto omogenea la produzione scultorea di questo periodo.
Solo verso la fine del regno di Horemheb compare una linea di contorno più precisa e netta, la quale sostituisce la fluidità e la libertà delle produzioni precedenti.

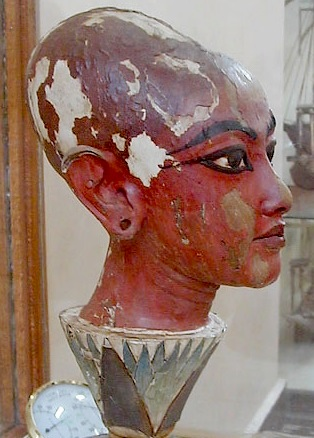
Testa di Tutankhamon come Nefertum, dio del profumo. Museo egizio del Cairo.
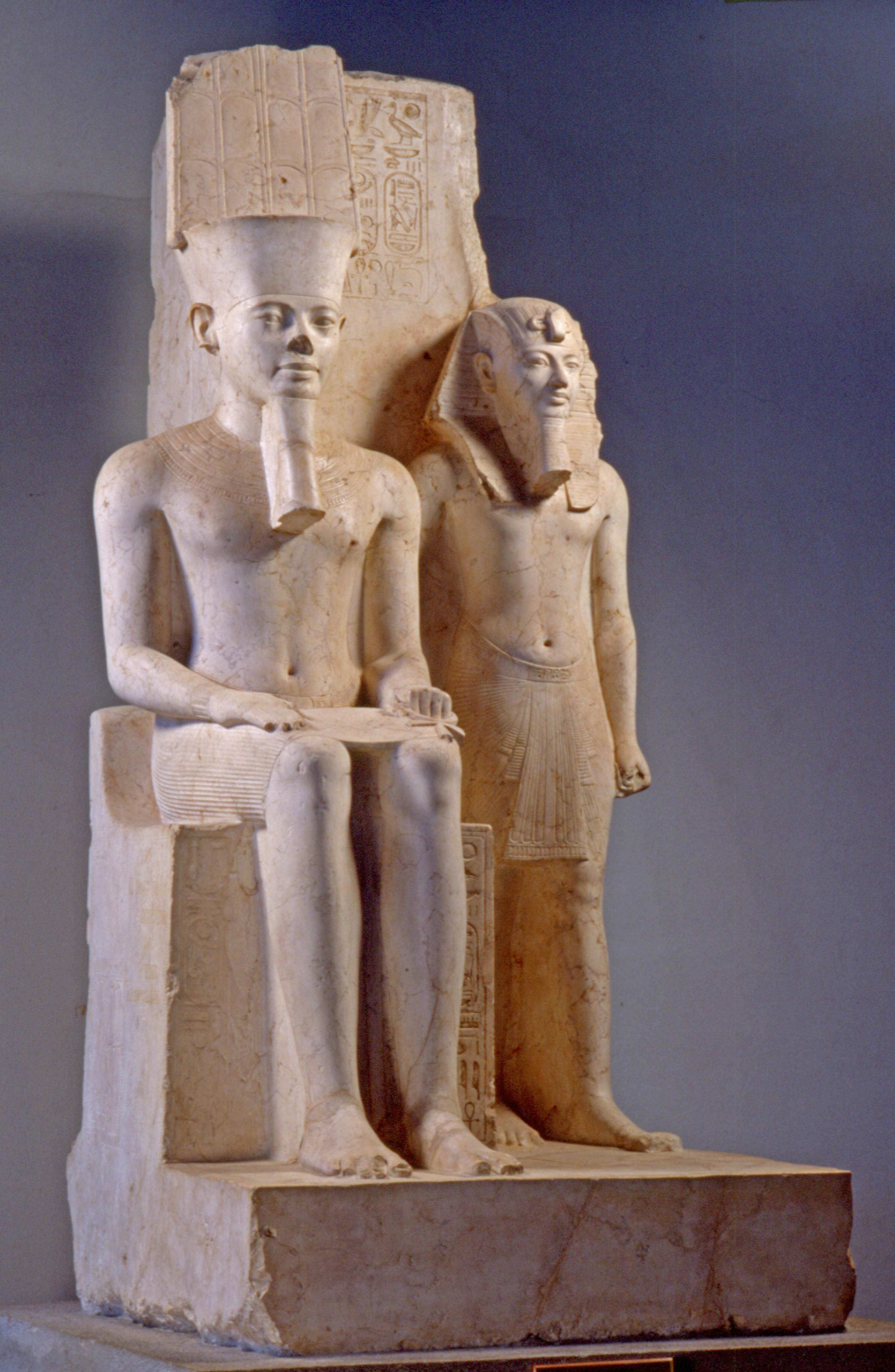
Statua di Horemheb con Amon, scultura realizzata per Tutankhamon, Torino, Museo Egizio.
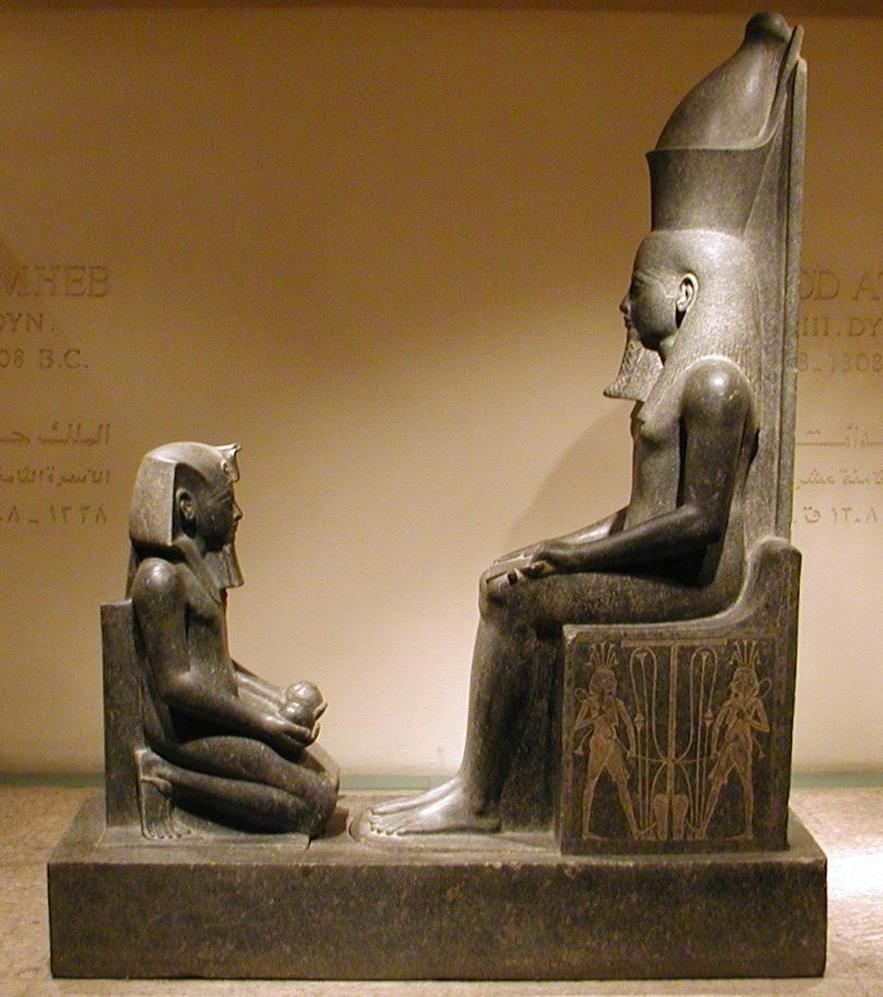
Horemheb offerente innanzi al dio Atum, Museo di Luxor.
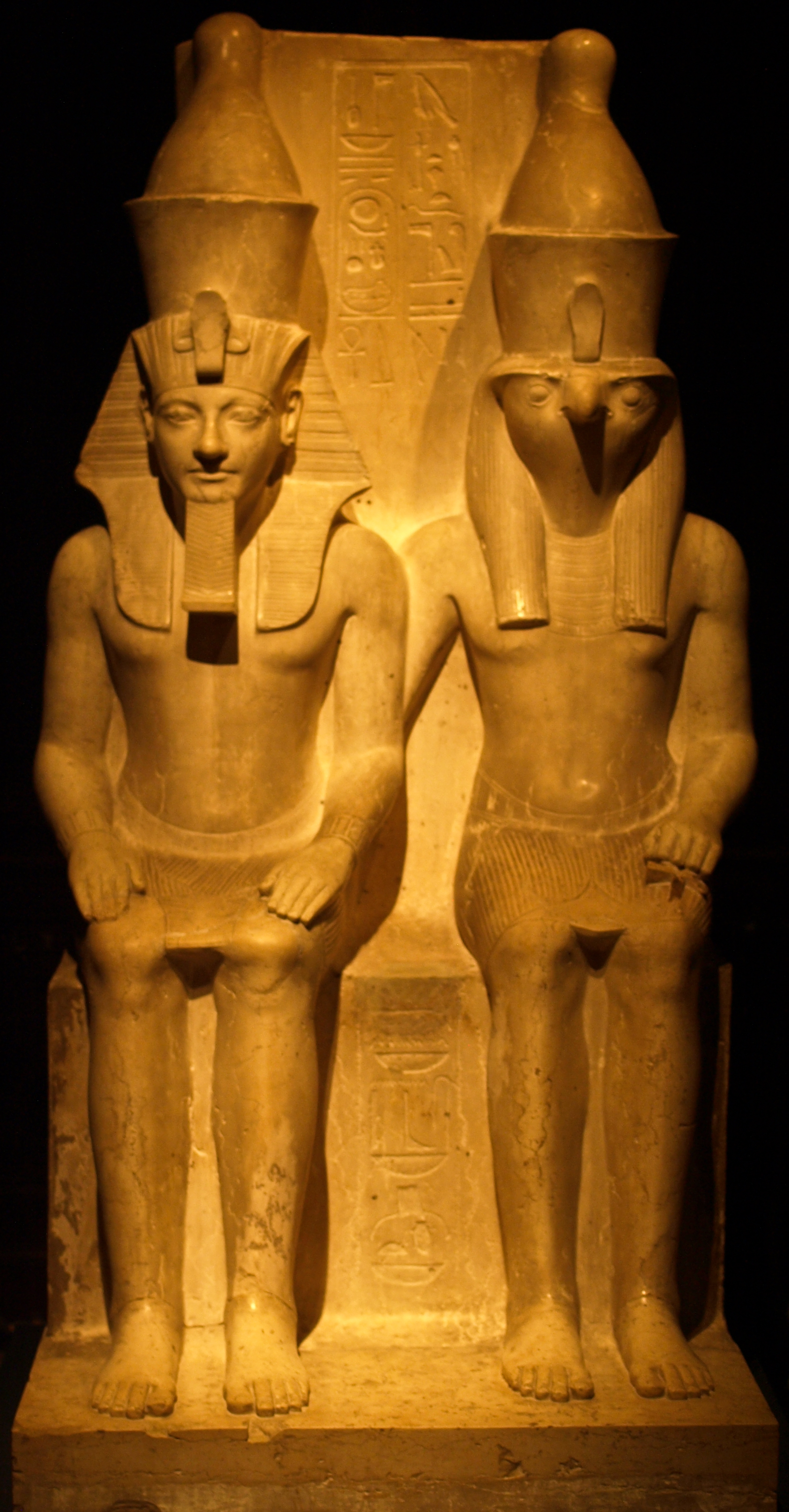
Statua di Horemheb e Horus. Vienna, Kunsthistorisches Museum.
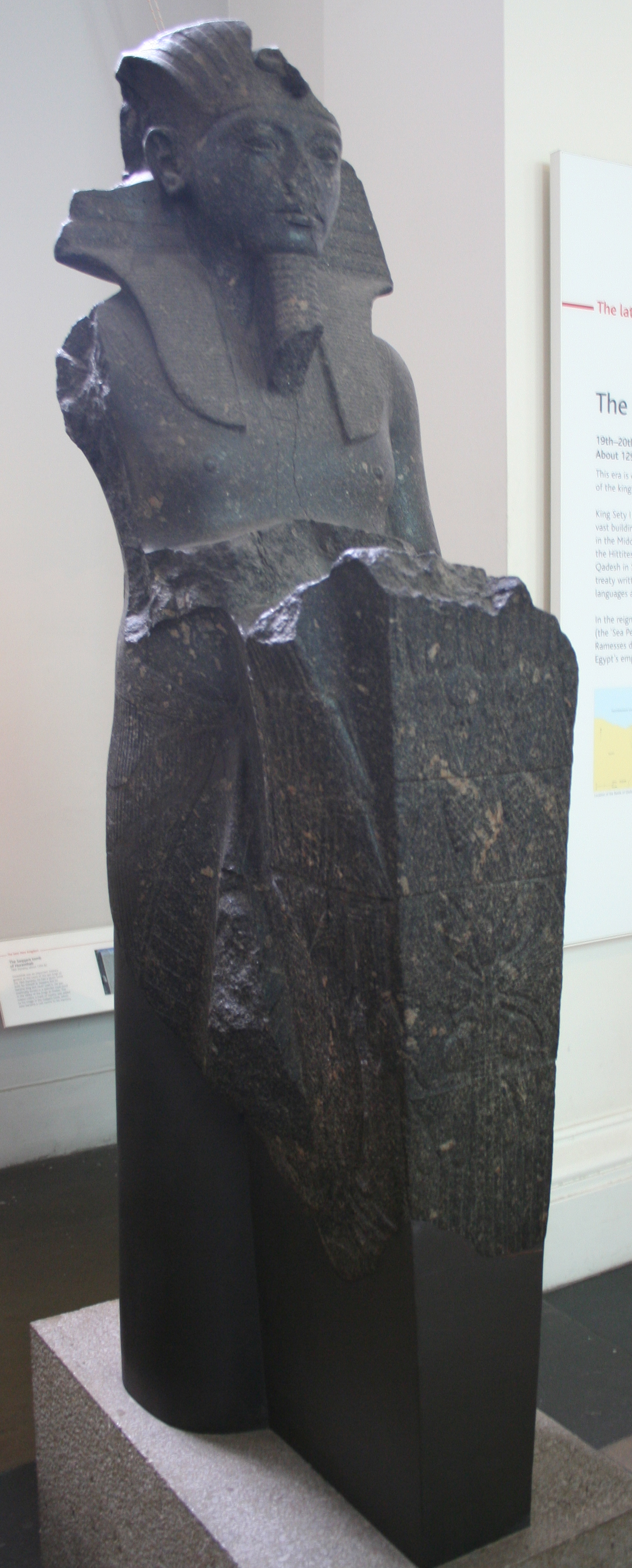
Tutankhamon offerente (EA75), British Museum, Londra.

## Rilievo e pittura
Quando Tutankhamon stabilì la capitale a Menfi, con i dignitari e la corte emigrarono anche gli artisti che avevano operato ad Akhetaten.
La produzione artistica, soprattutto quella dei rilievi, raggiunse un'alta qualità stilistica e nella tomba di Horemheb troviamo eseguiti i primi rilievi con pittura e non più le piatte pitture su stucco.
I temi rappresentati nelle sepolture tornarono alle antiche concezioni dell'aldilà, mantenendo però la libertà compositiva ed espressiva introdotta nel periodo amarniano.

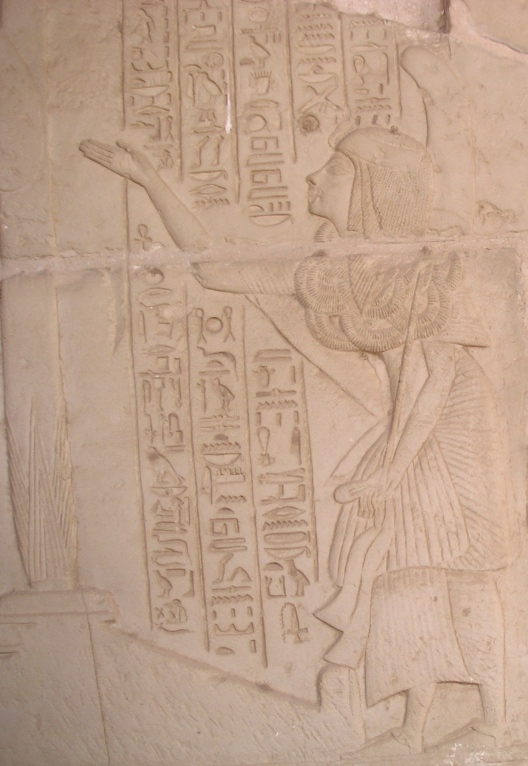
Rilievo dalla tomba di Horemheb a Saqqara
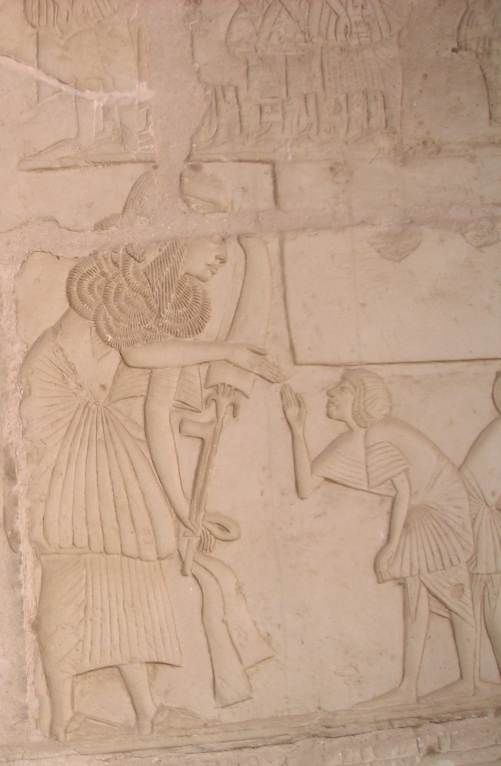
Rilievo dalla tomba di Horemheb a Saqqara
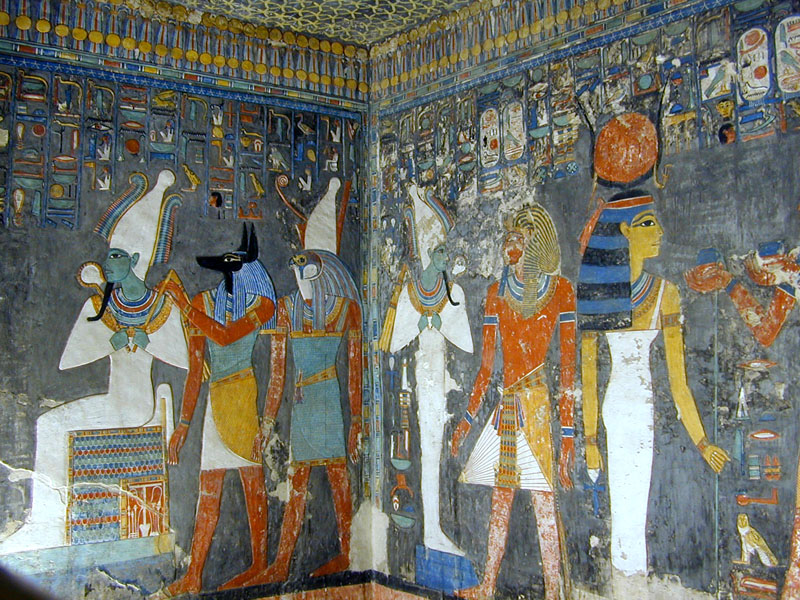
Rilievi dipinti dalla tomba di Horemheb nella Valle dei Re (KV.57) con fregio khekeru alla sommità delle pareti
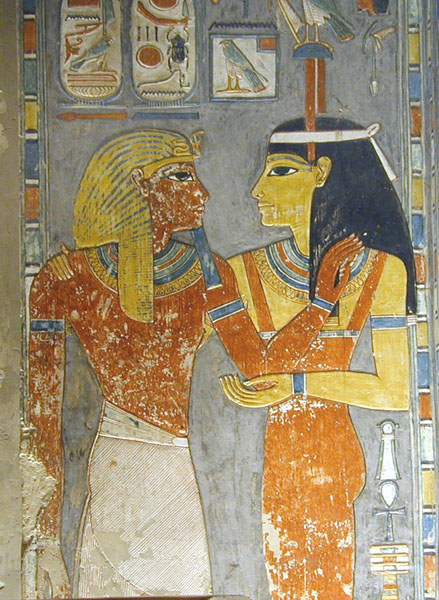
Rilievi dipinti dalla tomba di Horemheb (KV.57) raffigurante il sovrano e la Dea dell'Ovest, forma sincretica di Amonet

## Corredo funerario
L'esempio migliore, che testimonia la ricchezza e la raffinatezza raggiunta nella produzione di oggetti ad uso funerario, è il famoso corredo di Tutankhamon.

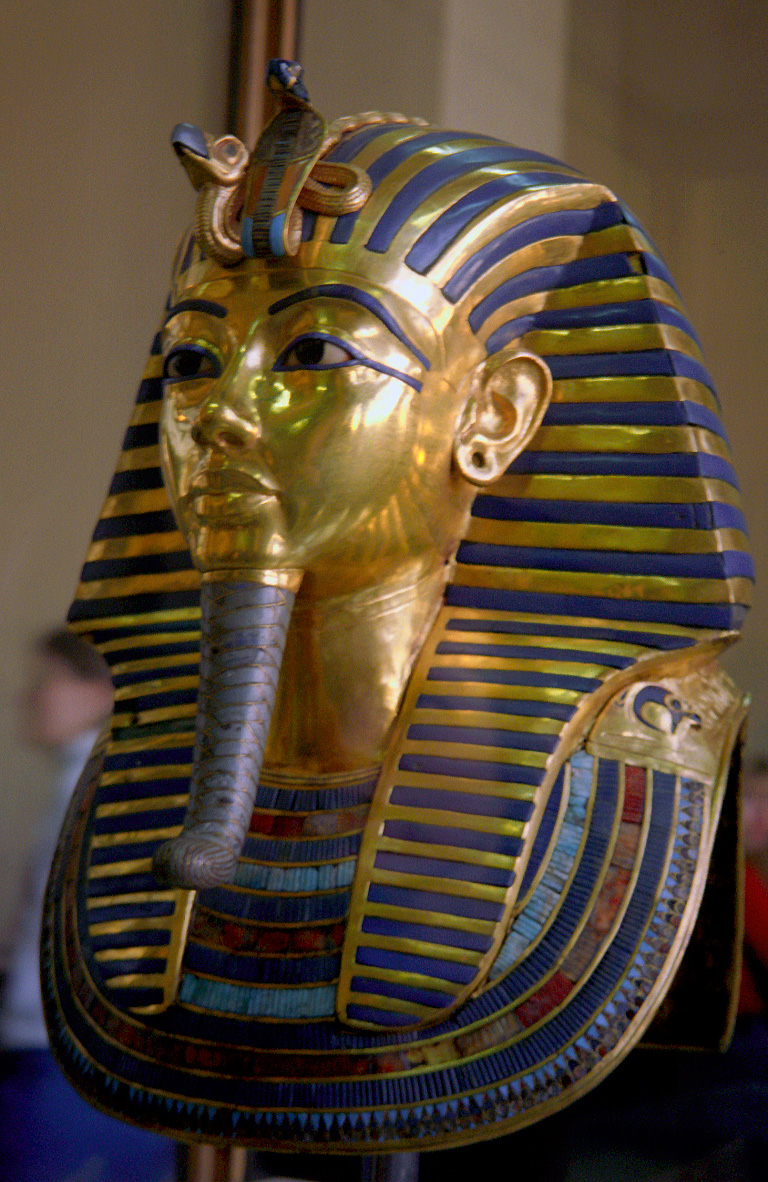
Maschera funeraria di Tutankhamon
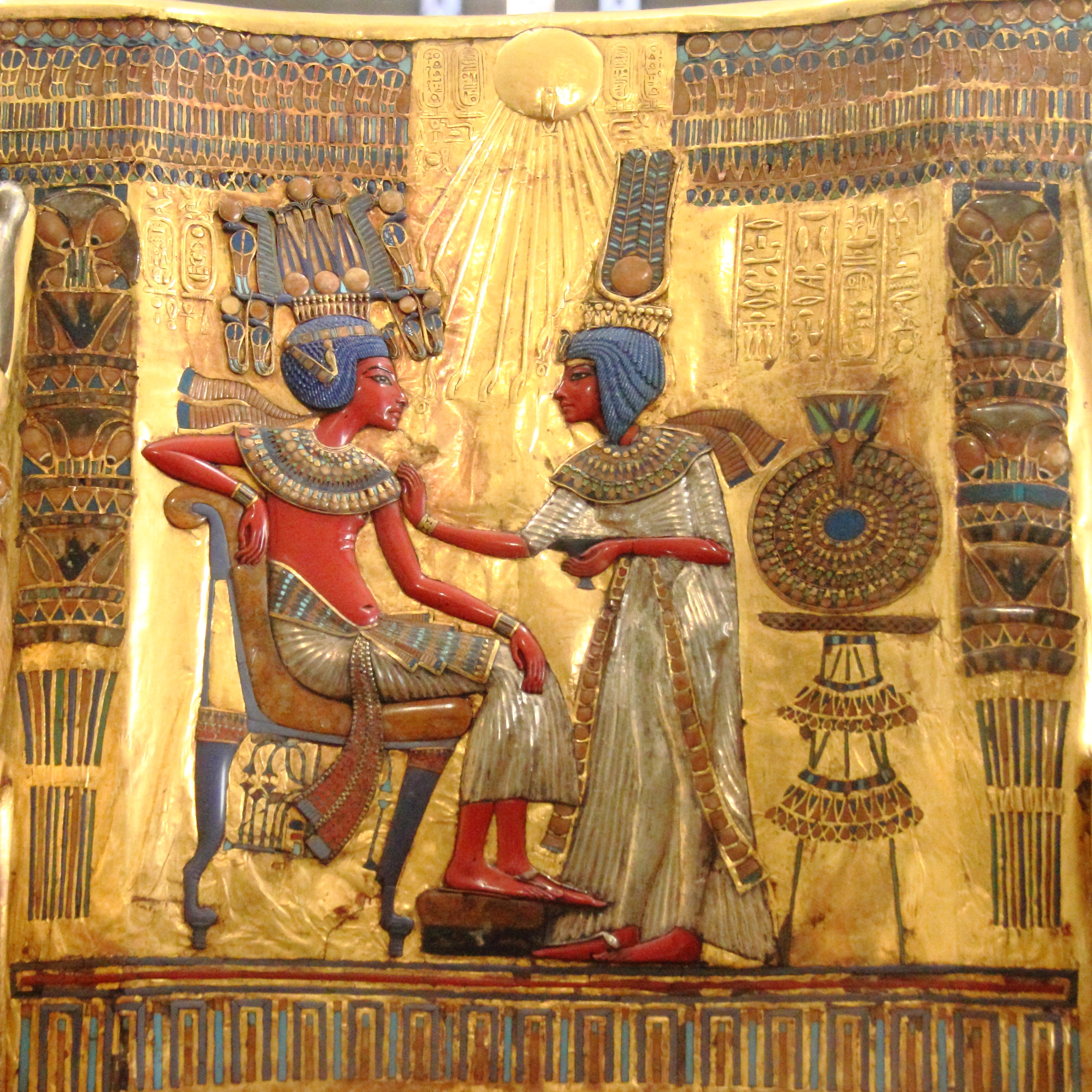
Trono dorato di Tutankhamon
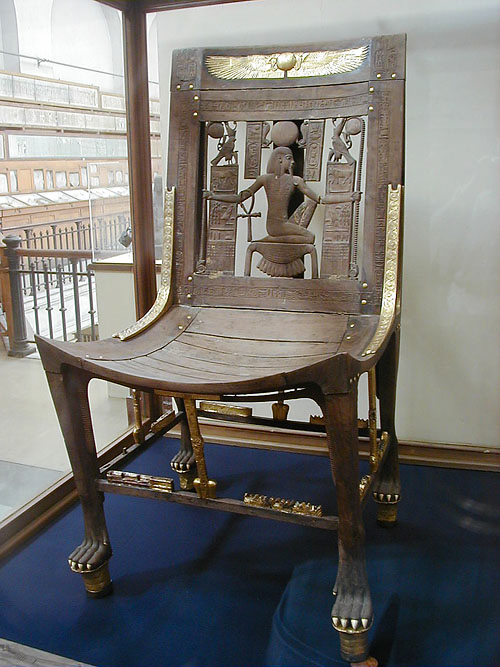
Trono in cedro di Tutankhamon
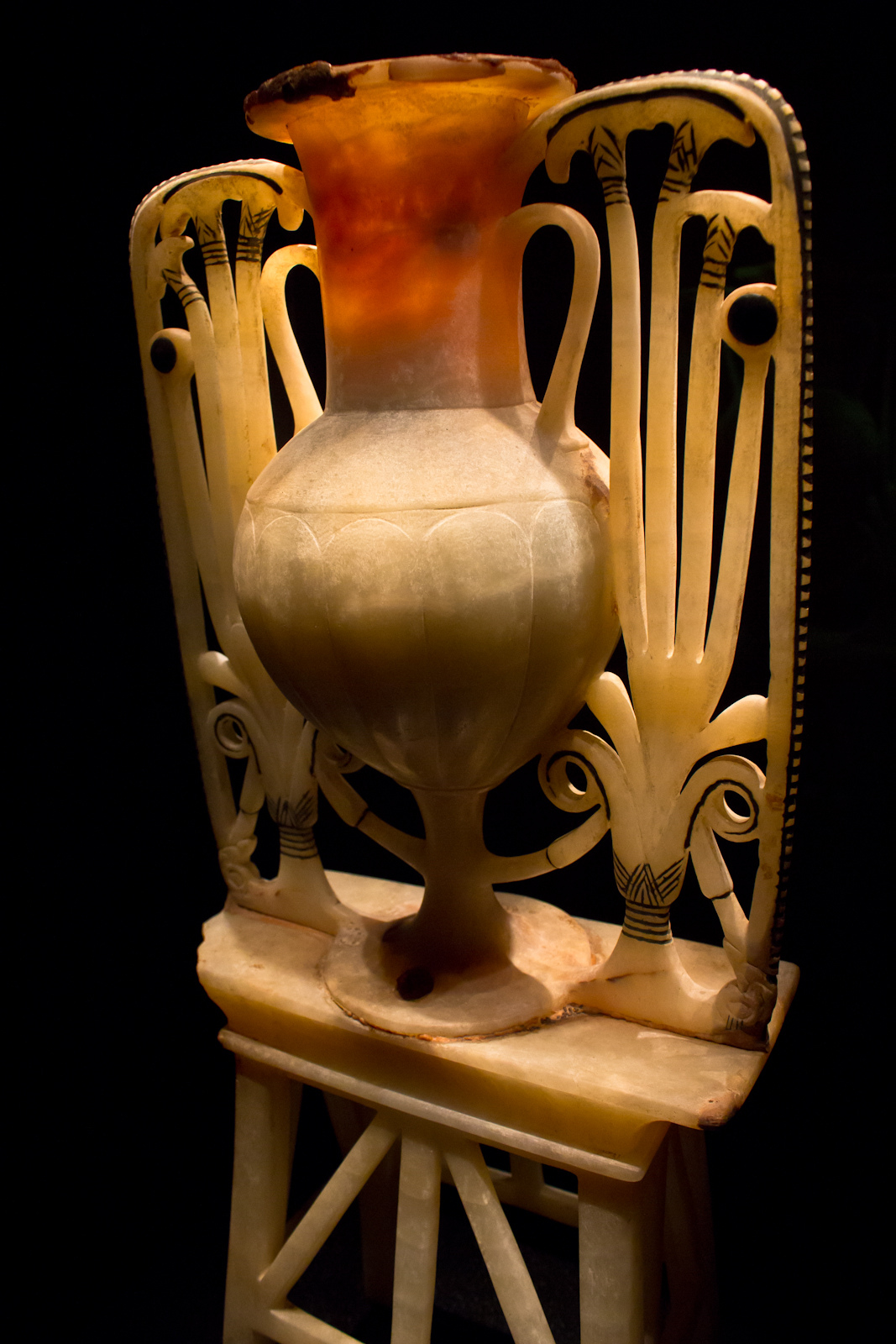
Vaso in alabastro per unguenti
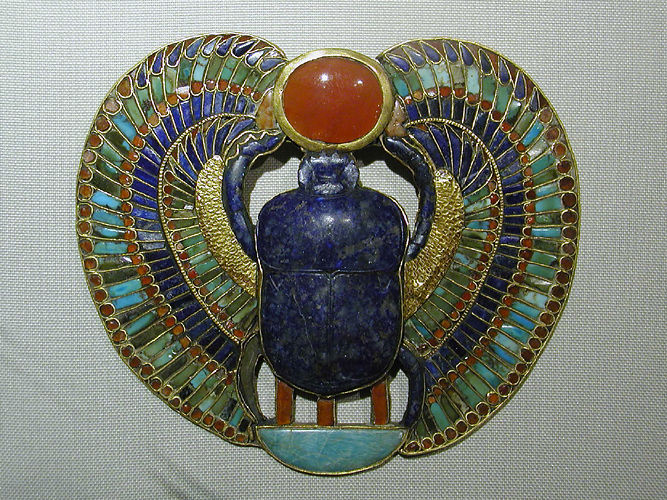
Pettorale con scarabeo alato
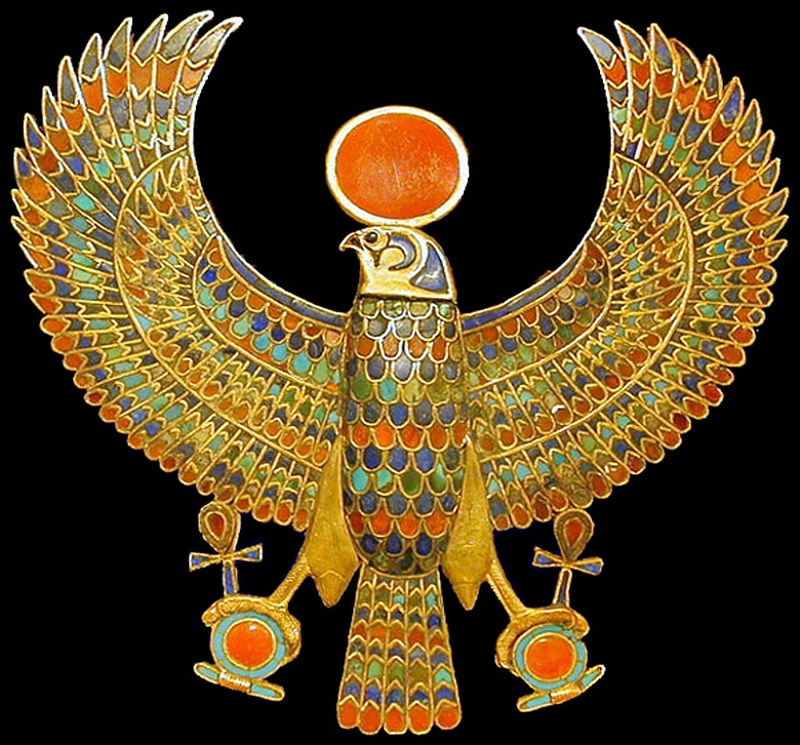
Pettorale
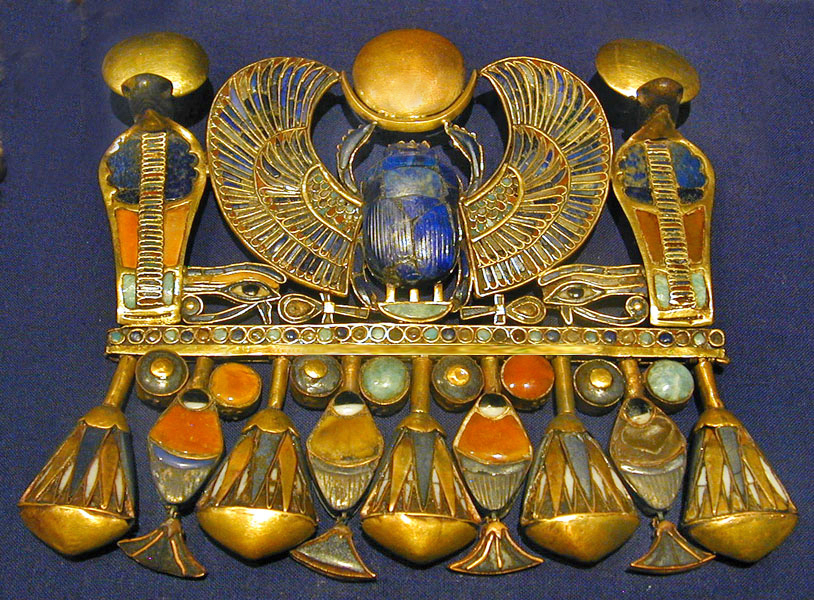
Pettorale
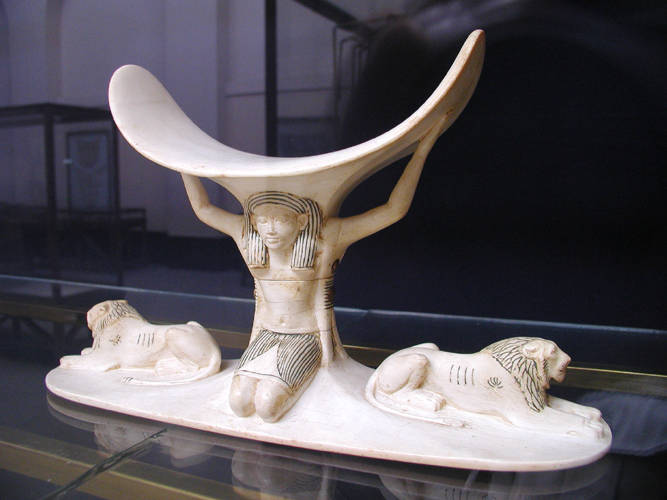
Poggiatesta di Tutankhamon